# 1932 en Bretagne
 Chronologie de la Bretagne
- 1928
- 1929
- 1930
- 1931
- 1932
- 1933
- 1934
- 1935
- 1936

Cette page recense des événements qui se sont produits durant l'année 1932 en Bretagne.

## Société

### Faits sociétaux
- 7 août : attentat à la bombe, perpétré par le groupe Gwenn ha Du, visant une œuvre du sculpteur Jean Boucher symbolisant l'union de la Bretagne à la France, et placée dans une niche de l'hôtel de ville de Rennes. La statue, représentant Anne de Bretagne, est, depuis son inauguration en 1911, jugée dégradante par le mouvement breton, en raison de sa position agenouillée devant le roi de France.

### Décès
- 14 septembre à Brest : Jean Cras, officier de marine et compositeur français, né le 22 mai 1879 à Brest.

## Infrastructures

### Constructions
- Création de l'aérodrome de Quimper par la Chambre de commerce et d'industrie de Quimper Cornouaille.